# (5903) 1989 AN1
(5903) 1989 AN1 es un asteroide perteneciente al cinturón de asteroides, región del sistema solar que se encuentra entre las órbitas de Marte y Júpiter, descubierto el 6 de enero de 1989 por Seiji Ueda y el astrónomo Hiroshi Kaneda desde el Kushiro Marsh Observatory, Hokkaido, Japón.

## Designación y nombre
Designado provisionalmente como 1989 AN1. 

## Características orbitales
1989 AN1 está situado a una distancia media del Sol de 2,742 ua, pudiendo alejarse hasta 3,005 ua y acercarse hasta 2,480 ua. Su excentricidad es 0,095 y la inclinación orbital 2,100 grados. Emplea 1659,05 días en completar una órbita alrededor del Sol.

## Características físicas
La magnitud absoluta de 1989 AN1 es 13. Tiene 6,565 km de diámetro y su albedo se estima en 0,341. 